# Andrea Porta
Andrea Porta (Milano, 1656 – Milano, 5 aprile 1723) è stato un pittore italiano.
Nel 1696 entra a far parte dell'Accademia di San Luca di Corconio, di questo periodo sono le opere presenti nel novarese.
Insegnante negli ultimi anni di vita all'Accademia di Milano, pareva che tra i suoi allievi ci fosse Anton Francesco Biondi, ma data l'impossibilità cronologica è plausibile che quest'ultimo sia stato allievo del figlio Ferdinando, anch'egli pittore.
Fu pittore di scene sacre, fra le quali se ne ricordano alcune nel Duomo di Monza e nella chiesa di San Giovanni a Melegnano, ma è ricordato soprattutto come ritrattista: alcuni suoi lavori sono conservati a Milano, nella Pinacoteca di Brera e nelle raccolte d'arte dell'Ospedale Maggiore.
Suoi alcuni affreschi ormai perduti della Chiesa di San Giovanni in Era di Milano, demolita all'inizio dell'Ottocento..

## Opere
Fra le opere:
- Storie della passione ciclo di opere olio su tela, alcune oggetto di furto, oratorio del Crocifisso, Ameno
- Angeli con i simboli della passione, 120x70, olio su tela, chiesa di San Giovanni Battista, Ameno